# ميخائيل وايس
ميخائيل وايس (بالإنجليزية: Michael Weiss) هو سباح أمريكي، ولد في 23 مايو 1991 في ماديسون في الولايات المتحدة.

## روابط خارجية
- ميخائيل وايس على موقع SwimRankings.net (الإنجليزية)